# 厄利墨亞的波利摩克拉提斯
波利摩克拉提斯（古希臘語： Πολεμοκράτης，前四世紀人物），他出身上馬其頓的厄利墨亞，是馬其頓將領科那斯和克里安德的父親。波利摩克拉提斯在馬其頓腓力二世時，分配到哈爾基季基的田產。